# Ixia stricta
Ixia stricta là một loài thực vật có hoa trong họ Diên vĩ. Loài này được (Eckl. ex Klatt) G.J.Lewis miêu tả khoa học đầu tiên năm 1962.